# Asura postfasciatus
Asura postfasciatus är en fjärilsart som beskrevs av Rothschild 1920. Asura postfasciatus ingår i släktet Asura och familjen björnspinnare. Inga underarter finns listade i Catalogue of Life.